# Синагога в Глогувеке
Синагога в Глогувеке — синагога, находившаяся в польском городе Глогувек (Опольское воеводство) (бывший г. Оберглогау Верхняя Силезия) на сегодняшней улице Щельной, 1, около бывшей крепостной стены.
Синагога построена в 1864 году по проекту городского архитектора и строителя Френкеля Вины. В 1930-х годах полностью перестроена. Во время еврейских погромов, так называемой, хрустальной ночи с 9 на 10 ноября 1938 года нацисты сожгли синагогу. Однако, сгоревшее здание не было полностью разрушено и снесено.
После войны здание синагоги полностью отремонтировано и тогда же перестроено под сельскохозяйственный склад. Башни на четырёх углах были снесены до уровня крыши. Во время перестройки интерьер был разделён столбами и перегородками, оконные проёмы частично изменены, часть интерьера была демонтирована. В начале 1950-х годов снесена полукруглая апсида, которая примыкала к восточной стене. В настоящее время в синагоге находится магазин .

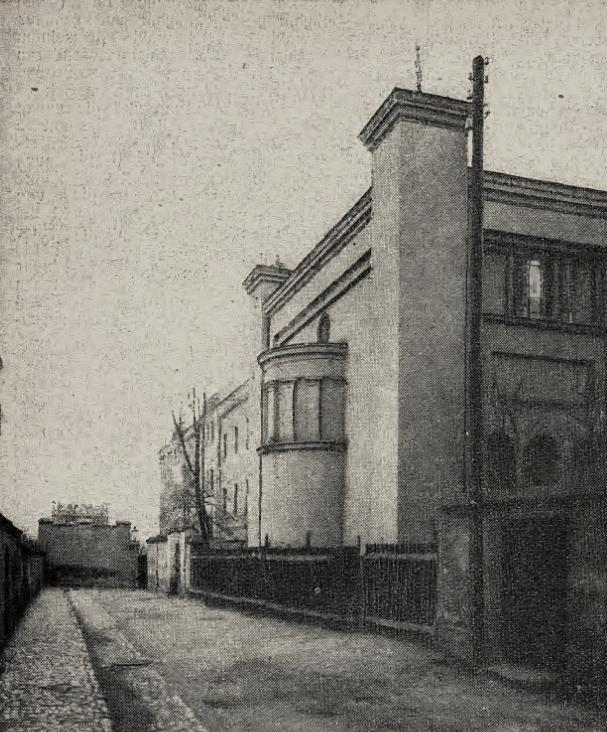
Синагога в 1930 году, вид на восточную стену

Кирпичное здание синагоги построено в прямоугольном плане размером 11,65 на 18,75 м. Первоначально на углах синагоги располагались башенки. Ранее внутри, в западной части, был вестибюль, из которого вёл вход в прямоугольный главный молитвенный зал с трёх сторон окружённый эмпорами для женщин, которые поддерживали чугунные колонны. На восточной стене находился богато украшенный синагогальный ковчег в форме портала, увенчанный куполом.
В синагоге Глогувека когда-то хранился свиток Торы XVIII-го века с серебряными окладами работы Иоганна Готлиба Муше, мастера из Бреслау и украшенный гербом князей Хацфельд из Гессена.